# St. Lubentius (Kobern)

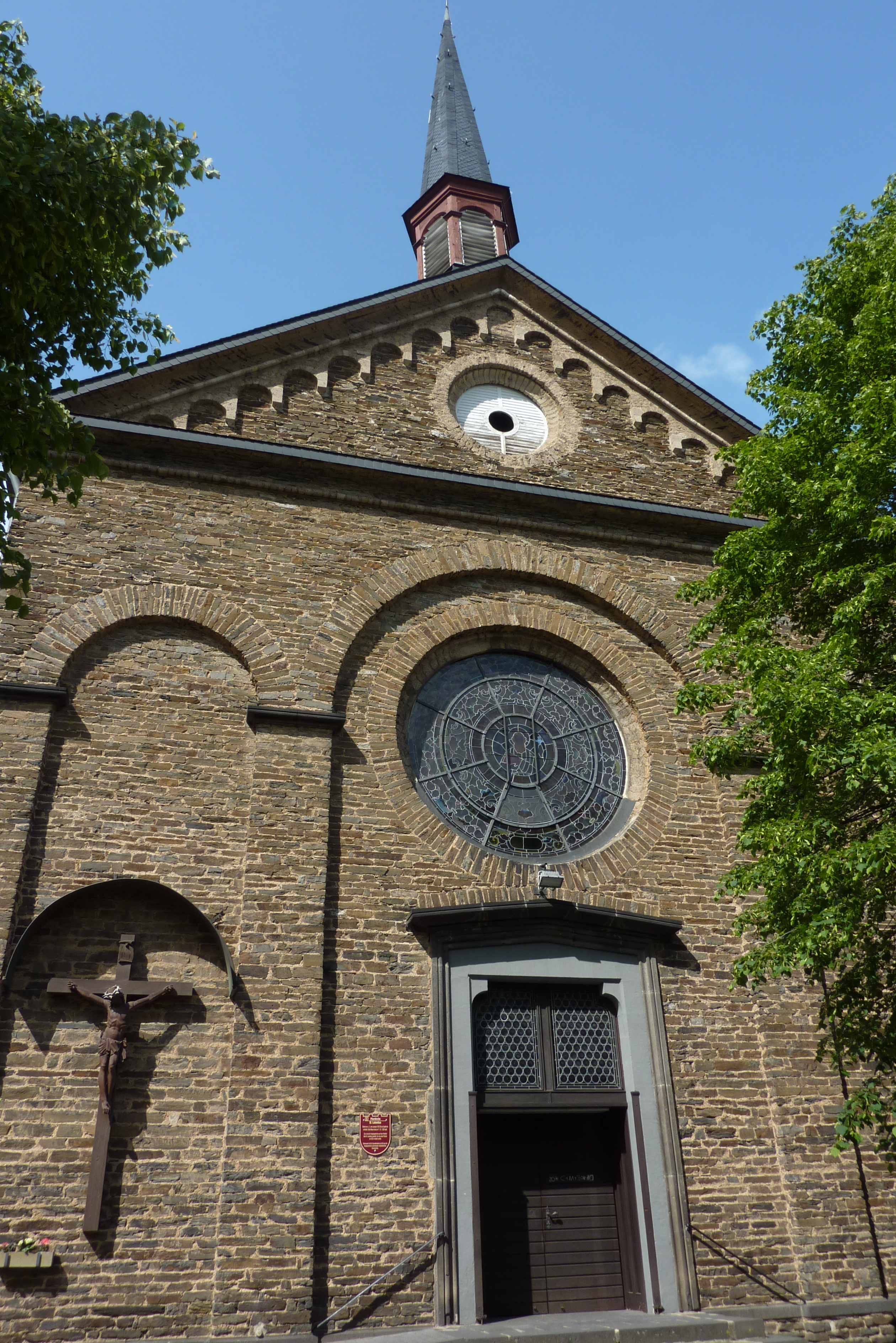
Kirche St. Lubentius in Kobern

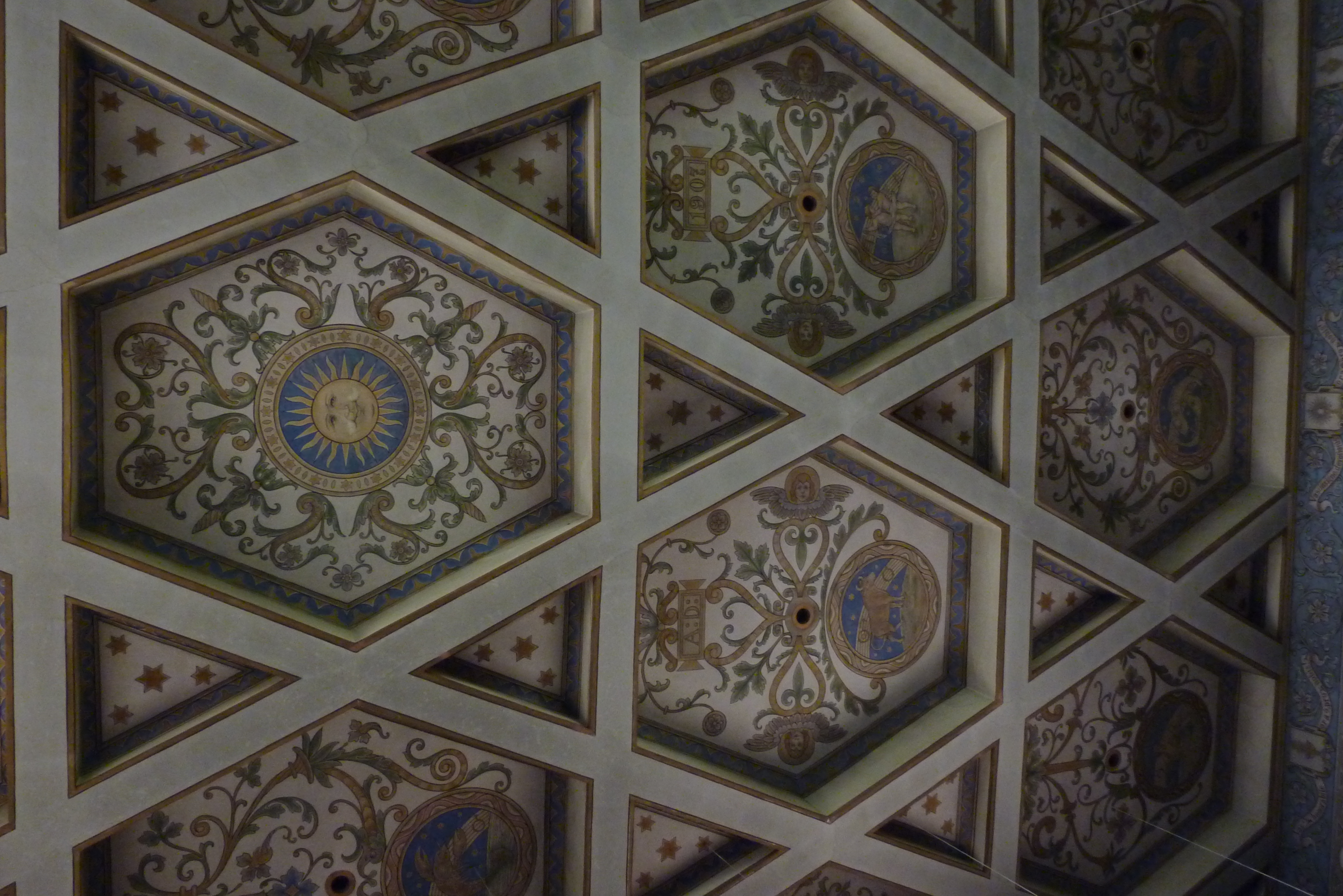
Kassettendecke mit Tierkreiszeichen

Die römisch-katholische Pfarrkirche St. Lubentius in Kobern, einer Ortsgemeinde im Landkreis Mayen-Koblenz in Rheinland-Pfalz, wurde 1827/28 errichtet.
Der Kirchenbau ersetzte die baufällig gewordene romanische Pfarrkirche, die auf dem Friedhof stand. Aus dieser Kirche sind in der heutigen die Kapitelle unter der Empore, der barocke Taufstein (um 1700) und das Eisengitter rechts im Altarraum erhalten.

## Geschichte
Beim Abbruch der alten romanischen Pfarrkirche St. Lubentius in Kobern im Jahre 1827, fanden sich zwei Steinfragmente mit römischen Inschriftenresten, die unmittelbar nach der Bergung als Spende an das spätere Görres-Gymnasium (Koblenz) gelangten. Außer den Steininschriften stieß man beim Abbruch noch auf Münzen und Aschenkrüge. Einen Teil des Abbruchmaterials benutzte man für die neue Kirche, die bequemer für den täglichen Gebrauch, in der Nähe des Fleckens am Fuße des Burgfelsens errichtet wurde.

## Architektur

### Außenbau
St. Lubentius wurde nach den Plänen des Architekten Johann Claudius von Lassaulx als Saalkirche aus Bruchsteinen errichtet. Das unverputzte Mauerwerk enthält Schmuckelemente aus heimischen Gesteinsarten: Grauwacke, Mayener Basalt und Laacher Tuff. Die Kirche hat keinen Turm, sondern nur einen Dachreiter. In großen Bullaugenfenstern an den Längsseiten sind die vier Kirchenlehrer Gregorius, Hieronymus, Ambrosius und Augustinus dargestellt. Das Fenster über dem Hauptportal zeigt den heiligen Lubentius, den Schutzpatron der Kirche.

### Innenraum
Auffällig im Innern der Kirche ist die Kassettendecke mit den Sternzeichen in den einzelnen Feldern. Das Muster der Kassettendecke hatte Lassaulx dem Bodenbelag der Matthiaskapelle auf der Oberburg Kobern entnommen. Das Kuppelgewölbe der Apsis hatte früher eine runde mit Glas verschlossene Öffnung, sodass Licht von oben auf den Altar und Chorraum fiel, so wie es dem Zeitgeist der Architektur entsprach.
Der Künstler J. J. Potthast aus Wiesbaden malte 1907 die Kirche aus. Über dem Triumphbogen befindet sich ein Spruchband mit einem lateinischen Text, der in Übersetzung lautet: Dies ist das Haus Gottes und die Pforte des Himmels (1. Buch Mose 28,17). In der Kuppel des Chors sind die Zeichen der vier Evangelisten zu sehen.

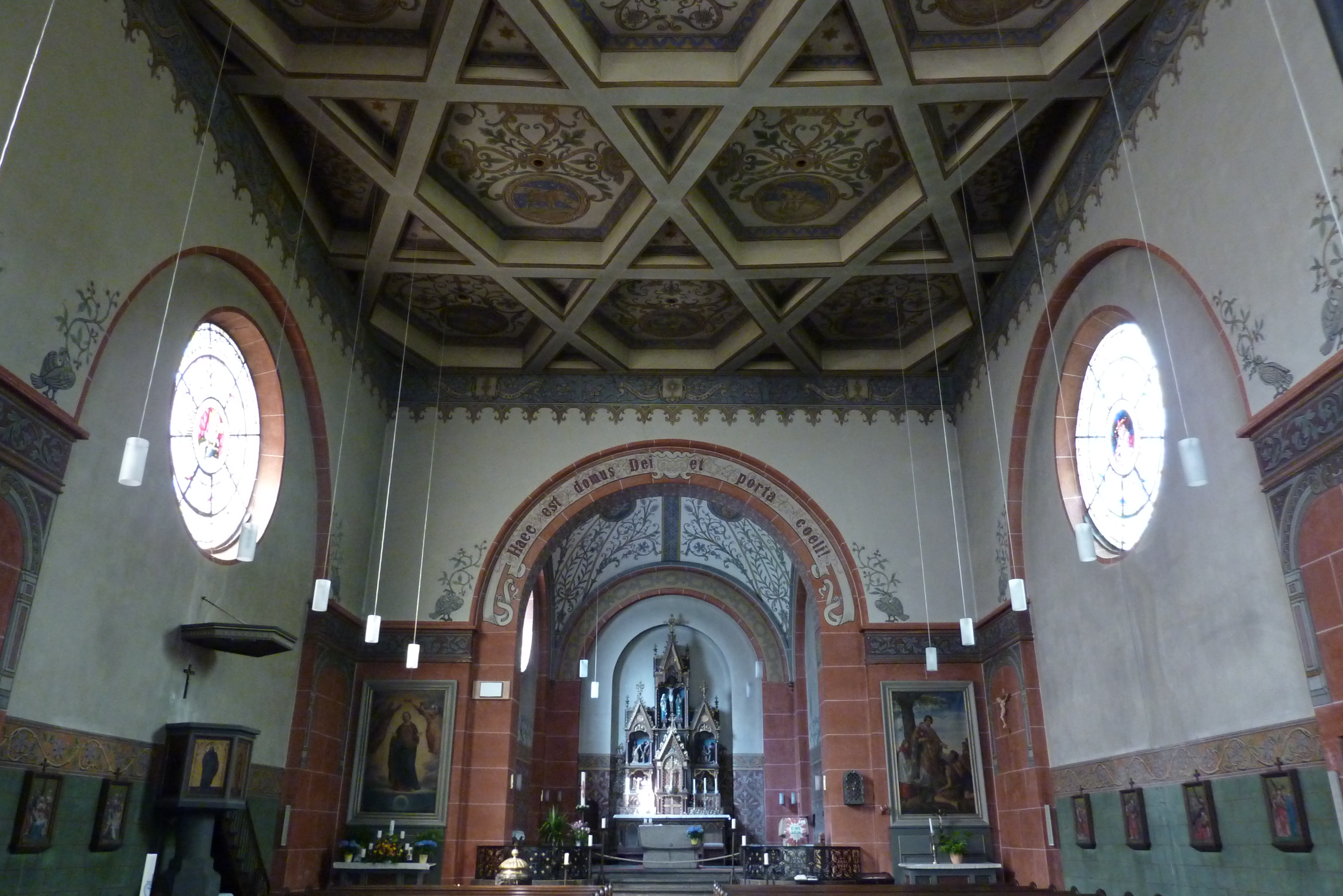
Innenraum von St. Lubentius. Links und rechts die Seitenaltarbilder des Kirchenmalers Settegast aus der 1. Hälfte des 19. Jahrhunderts

Von dem Nazarener Joseph Anton Nikolaus Settegast sind die beiden Seitenaltarbildnisse St. Lubentius predigt den Heiden (rechts) und Mariae Empfängnis (links). Beide Wandgemälde wurden zwischen 1836 und 1839 gemalt und kosteten 130 Taler.